# Klaus Saur (Geistlicher)
Klaus Saur (* 3. Juni 1940 in Engen; † 29. Juli 2014) war ein deutscher neuapostolischer Geistlicher und wirkte insgesamt 45 Jahre als Amtsträger in der Neuapostolischen Kirche. Zuletzt arbeitete er 25 Jahre als Bezirksapostel. In dieser Funktion leitete Saur als Kirchenpräsident Gebietskirchen in Deutschland (u. a. Baden und Hessen; zuletzt die Gebietskirche Süddeutschland).

## Kindheit und Jugend
Klaus Saur wurde 1940 als erstes Kind seiner Eltern in Engen, Kreis Konstanz in Baden-Württemberg, geboren. Im Jahr 1944 fiel sein Vater im Zweiten Weltkrieg in Russland. Damit war seine Mutter bereits früh gezwungen, für ihn und seine zwei jüngeren Geschwister zu sorgen. Er selbst beschreibt, dass seine Geschwister und er schon früh und streng im katholischen Glauben erzogen wurden.
Im Alter von 17 Jahren erfuhr er von der Neuapostolischen Kirche. Am 6. August 1959 wurde die Familie durch den damaligen Bezirksapostel Friedrich Hahn versiegelt und damit Mitglied der Neuapostolischen Kirche.
Schwer betroffen und mit starkem Zweifel, ob es richtig war, sich der NAK anzuschließen, verließ er das Gotteshaus Waldshut, in dem er gerade im Rahmen eines Gottesdienstes erfahren hatte, dass Stammapostel Bischoff verstorben war und sich seine Prophezeiung nicht erfüllt hatte. Er nahm sich jedoch fest vor, das zu machen, was Bezirksapostel Hahn täte. Dieser blieb in der Neuapostolischen Kirche, so blieb auch Klaus Saur.
Im August 1963 heiratete er Irmtraud Höschele, die er in der neuapostolischen Jugend kennengelernt hatte. Sie bekamen eine Tochter und einen Sohn.

## Ämterlauf
| Amt               | Datum              |
| ----------------- | ------------------ |
| Unterdiakon       | 15. Januar 1961    |
| Priester          | 18. Oktober 1970   |
| Evangelist        | 18. Januar 1976    |
| Bezirksevangelist | 21. November 1976  |
| Bischof           | 19. September 1979 |
| Bezirksapostel    | 19. April 1981     |
| Ruhesetzung       | 23. April 2006     |

Aufträge:
- 19. April 1981: Bezirksapostel für die Gebietskirche Baden
- 1984 bis Dezember 1995: zusätzlich Bezirksapostel für die Gebietskirche Hessen/Rheinland-Pfalz/Saarland
- 10. Dezember 1995: Bezirksapostel für die Gebietskirche Baden-Württemberg
- 1. Januar 2002: Bezirksapostel für die Gebietskirche Süddeutschland (Baden-Württemberg und Bayern)
- 23. April 2006: Ruhesetzung

## Tätigkeiten in der Neuapostolischen Kirche

### In den Gemeinden Waldshut und Jestetten
Noch vor seiner Ordination nahm Klaus Saur mit seinem Vorsteher der Gemeinde Waldshut mehrere Tätigkeiten auf. Er reihte sich in den Männerchor ein und unterstützte den Vorsteher sowie die Diakone in der Haus-zu-Haus-Missionsarbeit, die in der NAK so genannte „Weinbergsarbeit“ (die aber zu Beginn der 1990er Jahre abgeschafft wurde).
Im Diakonenamt war er auch noch als Unterrichtsperson für Kinder und Jugend und als Dirigent des Chores und des Orchesters tätig.
In seiner Zeit als Unterdiakon stellte er sich für eine Weile lang zur Gemeinde Jestetten ab, die er mit dem dortigen Vorsteher besuchte; zudem unterstützte er diesen bei Krankenbesuchen.

### Als Bezirksapostel von Baden-Württemberg und Süddeutschland
Arbeitsbereich im Süden und Südwesten Deutschlands neu gegliedert. Unter dieser Überschrift berichtete die Kirchenzeitschrift "Unsere Familie" in ihrer Ausgabe vom 20. Januar 1996 über eine der einschneidendsten Personalentscheidungen von Stammapostel Richard Fehr. Er hatte sie am Sonntag, 10. Dezember 1995, in einem Gottesdienst in Nürtingen bekannt gegeben. An jenem Tag trat Bezirksapostel Karl Kühnle nach 20-jähriger Tätigkeit in diesem Amt in den Ruhestand. An seiner statt wurde Bezirksapostel Klaus Saur beauftragt, die Arbeitsbereiche Württemberg und Bayern zu übernehmen.
Fast 94.000 neuapostolische Christen in Württemberg und Bayern sowie hunderttausende in rund 30 Missionsländern waren von diesem Wechsel betroffen. Zusammen mit den rund 29.000 Gläubigen in Baden leitete Bezirksapostel Klaus Saur nun die größte europäische Gebietskirche.
Eine der ersten Maßnahmen, die er im neuen Arbeitsbereich anging, war die Fusion der beiden existierenden Kirchenverwaltungen. So wurden im Laufe des Jahres 1996 die Büroräume in Karlsruhe aufgegeben. Mitarbeiter zogen um oder pendelten fortan nach Stuttgart-Degerloch. Dort hatte Bezirksapostel Karl Kühnle 1988 in der Heinestraße ein großes Verwaltungsgebäude errichten lassen. Von dort aus wurden und werden alle kirchlichen Angelegenheiten der drei Gebietskirchen Baden, Württemberg und Bayern – einschließlich der 30 betreuten Länder – gesteuert. Auch rechtlich wurde zum 1. Januar 1997 aus den beiden Gebietskirchen eine. Sie fusionierte schließlich mit Bayern zum 1. Januar 2002 zur Gebietskirche Süddeutschland.
Seine Amtsnachfolge trat Michael Ehrich an.